# Голодная, Ольга Анатольевна
Ольга Анатольевна Голодная (укр. Ольга Анатоліївна Голодна; род. 14 ноября 1991, Мрин, Черниговская область) — украинская легкоатлетка, специалистка по толканию ядра. Выступает за сборную Украины по лёгкой атлетике с 2009 года, чемпионка Европы среди молодёжи, победительница и призёрка ряда крупных международных турниров, многократная чемпионка страны, участница двух летних Олимпийских игр.

## Биография
Ольга Голодная родилась 14 ноября 1991 года в селе Мрин Носовского района Черниговской области. Впоследствии на соревнованиях представляла Киевскую область.
Впервые заявила о себе в лёгкой атлетике на международном уровне в сезоне 2009 года, когда вошла в состав украинской сборной и выступила на юниорском европейском первенстве в Нови-Саде, где в зачёте толкания ядра закрыла десятку сильнейших.
В 2010 году в той же дисциплине стала восьмой на юниорском мировом первенстве в Монктоне.
В 2012 году выиграла серебряную медаль в молодёжной категории на Кубке Европы по зимним метаниям в Баре.
В 2013 году на турнире в Киеве превзошла всех соперниц, установив свой личный рекорд в толкании ядра — 18,72 метра. Позднее также одержала победу на молодёжном европейском первенстве в Тампере.
В 2014 году толкала ядро на чемпионате мира в помещении в Сопоте, заняла 11-е место на чемпионате Европы в Цюрихе.
В 2016 году среди прочего стала девятой на чемпионате Европы в Амстердаме. Благодаря череде успешных выступлений удостоилась права защищать честь страны на летних Олимпийских играх в Рио-де-Жанейро — в ходе предварительного квалификационного этапа толкнула ядро на 16,83 метра, чего оказалось недостаточно для выхода в финал.
В 2017 году выступила на чемпионате Европы в помещении в Белграде.
В 2018 году участвовала в чемпионате Европы в Берлине.
В 2019 году отметилась выступлением на чемпионате Европы в помещении в Глазго.
Принимала участие в Олимпийских играх 2020 года в Токио, в толкании ядра с результатом 17,15 в финал не вышла.